# Durazno San Vicente
Durazno San Vicente är en ort i Mexiko.   Den ligger i kommunen General Heliodoro Castillo och delstaten Guerrero, i den södra delen av landet, 230 km sydväst om huvudstaden Mexico City. Durazno San Vicente ligger 1 753 meter över havet och antalet invånare är 327.
Terrängen runt Durazno San Vicente är kuperad åt nordost, men åt sydväst är den bergig. Runt Durazno San Vicente är det ganska glesbefolkat, med 21 invånare per kvadratkilometer. Närmaste större samhälle är Campo Morado, 3,0 km söder om Durazno San Vicente. I omgivningarna runt Durazno San Vicente växer huvudsakligen savannskog.